# Diogo Cão

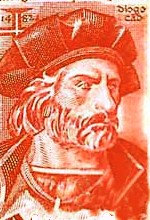
Porträtt av Cão från en gammal escudo-sedel.

Diogo Cão (omnämns även med förnamnet Diego och/eller efternamnen Cam eller Camus), född omkring 1450, död 1486, var en portugisisk sjöfarare. Han upptäckte som första europé Kongoflodens mynning 1482 och återkom efter att ha nått 13° 26′ sydlig bredd till Portugal 1484 där han adlades av João II. Han gjorde gjorde en andra resa 1485-1486 och nådde då till Cape Cross norr om nuvarande Swakopmund i Namibia. Han satte upp fyra stenpelare (så kallade padrão) med märkningar längs kusten, den sydligaste vid 21° 50ʹ S. Alla dessa pelare har blivit återfunna.